# Toxina botulínica
La toxina botulínica es una neurotoxina elaborada por una bacteria denominada Clostridium botulinum. La versión más popular de esta neurotoxina por su uso en estética se denomina bótox.
Como agente de intoxicación o envenenamiento produce el botulismo, enfermedad que se caracteriza por el desarrollo de alteraciones vegetativas (sequedad de boca, náuseas y vómitos) y parálisis muscular progresiva que puede llegar a ser causa de muerte al afectar la función respiratoria.
Como arma química o biológica es considerada extremadamente peligrosa y arma de destrucción masiva, prohibida por las Convenciones de Ginebra y la Convención sobre Armas Químicas.
La capacidad que posee la toxina botulínica para producir parálisis muscular por denervación química, se aprovecha para usarla como medicamento en el tratamiento de ciertas enfermedades neurológicas, y como producto cosmético para tratamiento estético de las arrugas faciales.

## Características químicas
La toxina botulínica es una proteína, relativamente termolábil, que está compuesta por una cadena pesada (cadena H) y una ligera (cadena L), unidas por un puente disulfuro. La cadena ligera se asocia con un átomo de zinc.
La toxina botulínica es soluble en agua, inodora, insípida e incolora y puede ser inactivada por medio de calor usando 85 grados centígrados al menos durante cinco minutos o al punto de ebullición durante 10 minutos. También se puede inactivar con formaldehído o lejía, agua con jabón o con los métodos usuales de potabilización del agua (cloración, aireación, etc.).
La fórmula química es: C6760H10447N1743O2010S32
El peso molecular de la toxina pura es de unos 150 000 daltons (según el tipo), pero en forma natural está ligada a proteínas (que la protegen, por ejemplo, de la acción de los jugos gástricos) formando complejos de 900 o más kDa (kilodaltons).

## Tipos de toxina botulínica
Las diferentes cepas de Clostridium botulinum producen ocho formas inmunológicamente distintas de neurotoxina botulínica cuya denominación es TbA hasta TbH. Los subtipos más usados para aplicación médica o estética son la toxina botulínica tipo A (TbA) y la toxina botulínica tipo B (TbB).
El uso clínico de la TbA comenzó a principio de los años 1980 y varios estudios clínicos sugirieron que es un tratamiento eficaz y seguro para una variedad de distonías focales. En la actualidad, se ha convertido en el tratamiento de primera línea de la distonía cervical. Sin embargo, no todos los pacientes responden bien a la TbA y entre un 5 % y un 10 % se tornan resistentes a ella después de varios ciclos de tratamiento. Esta resistencia es generalmente duradera.
La toxina botulínica tipo B (TbB) es una alternativa a la TbA. Se divide una parte diferente del mecanismo de liberación de las proteínas vesiculares en la célula y es serológicamente diferente de la TbA.
Los tipos más frecuentes de toxina botulínica causantes de botulismo humano son las A, B y E. En animales los tipos más frecuentes causantes de botulismo son C y D.
La toxina botulínica tipo H (TbH) fue hallada en 2013 en las heces de un bebé con botulismo, y es tan letal que se decidió censurar su secuencia genética hasta que se encontrara un antídoto para esta nueva variante, con el fin de evitar su uso en ataques terroristas.

## Mecanismo de acción
El efecto farmacológico de la toxina botulínica tiene lugar a nivel de la unión neuromuscular. En esta región de transición entre el nervio periférico y el músculo se produce la liberación de acetilcolina, un neurotransmisor necesario para producir la contracción muscular. La toxina botulínica actúa de forma local mediante el bloqueo de la liberación de acetilcolina, lo que se traduce en parálisis muscular temporal. El efecto final es una denervación química temporal en la unión neuromuscular sin producir ninguna lesión física en las estructuras nerviosas.
Esta parálisis nerviosa puede provocar fácilmente la muerte por asfixia o graves lesiones neurológicas por anoxia, al bloquear la función respiratoria.

## Toxicidad
La toxicidad de la toxina botulínica es generalmente expresada en unidades ratón (U), donde una unidad (U) de la toxina botulínica es la mediana de la dosis letal intraperitoneal (DL 50) en ratones y es de aproximadamente 20 unidades/nanogramos (1U = aproximadamente 0,05 ng). La dosis letal en humanos no se conoce, pero extrapolada a partir de datos de experimentos en mono, para un humano de 70 kg de peso, sería de 0,09-0,15 µg de toxina por vía intravenosa o intramuscular, 0,7-0,9 µg por inhalación y 70 µg por vía oral.
Un solo gramo de toxina botulínica es suficiente para matar a un millón de cobayas, y para matar a un ratón de laboratorio es necesario un picogramo de dicha toxina (1 picogramo = 1×10-12 gramos).

## Aplicaciones clínicas
La primera aplicación clínica de la infiltración local de toxina botulínica se realizó en 1977 como tratamiento corrector del estrabismo, una patología oftalmológica caracterizada por la hiperactividad de los músculos encargados de movilizar el globo ocular. Desde entonces, su uso se ha extendido no solo en el ámbito de la medicina, sino también en el de la estética.
La neurología es una de las especialidades médica en la que la toxina botulínica aporta mayores beneficios terapéuticos, pero con el auge de la especialidad de Medicina Física y Rehabilitación, su uso se ha extendido ampliamente al tratamiento de la espasticidad en niños y adultos, la parálisis facial con secuelas, algunos trastornos musculares y otras patologías varias. Aunque existen numerosas afecciones neurológicas potencialmente tratables con toxina botulínica y algunas secuelas neurológicas susceptibles de tratamiento, su uso más frecuente se circunscribe a ciertas enfermedades caracterizadas por movimientos involuntarios, especialmente en el caso de las distonías. La infiltración local de toxina botulínica se considera el tratamiento de elección y más eficaz en la mayoría de las distonías focales. Este tipo de distonías se caracterizan por afectar a un único músculo o un grupo muscular y son las más frecuentes durante la edad adulta. Por el contrario, el tratamiento de la distonía generalizada (distonía de torsión idiopática) es fundamentalmente farmacológico (anticolinérgicos, benzodiacepinas, neurolépticos). Existen hospitales con unidades de Rehabilitación que se han especializado específicamente tratamientos basados en uso y control de pacientes tratados con toxina botulinica.
El blefaroespasmo, o contracción intermitente o persistente de la musculatura orbicular de los ojos, fue la primera distonía focal tratada con la infiltración local de toxina botulínica. Otros tipos de distonías que se benefician espectacularmente de este tratamiento son la distonía cervical (tortícolis espasmódica) y ciertas distonías de miembros denominadas ocupacionales (calambre del escribiente) y afecciones que cursan con una hiperactividad muscular, como el síndrome de Tourette.
Otros trastornos neurológicos que pueden ser tratados con la infiltración local de toxina botulínica son el espasmo hemifacial, ciertos temblores y la rigidez o espasticidad.
El uso de la toxina botulínica tipo A en las algias vertebrales (cervicalgias, lumbalgias, ciatalgias) es cada vez más extendido por sus buenos resultados clínicos, sin embargo, no hay suficiente evidencia para su indicación generalizada. Fundamentalmente, se utiliza en algias vertebrales secundarias a contracturas musculares cronificadas y que no responden a otros tratamientos conservadores.[cita requerida]
También se usa la toxina botulínica para tratar la incontinencia urinaria en los parapléjicos. Los datos existentes en la actualidad muestran que su uso es eficaz en un 60 % de los pacientes. Su principal ventaja es que solo se tiene que repetir la administración cada seis o nueve meses.
Cada vez se desarrollan más aplicaciones clínicas de la toxina botulínica, como en la hiperhidrosis (sudoración excesiva) idiopática o primaria y la sialorrea (excesiva formación de saliva). En caso de la hiperhidrosis, con la toxina botulínica se consigue relajar la actividad de las glándulas sudoríparas, disminuyendo así la aparición de sudor en las zonas tratadas como pueden ser las axilas, manos y pies. El procedimiento se realiza previa aplicación de anestesia local en las axilas, y mediante anestesia troncular en las manos y los pies, al ser zonas más sensibles. Se infiltra entonces diferentes puntos de toxina, subcutáneamente, en la zona o zonas dónde se produce de forma excesiva el sudor. Después del tratamiento, el paciente puede realizar sus actividades normales y empezará a notar una disminución de la sudoración entre el cuarto y el séptimo día, siendo el efecto máximo a los quince días y efecto total dura entre 7 y 10 meses según el metabolismo de cada persona tratada.

### Posología
La técnica de aplicación y la dosificación de la toxina botulínica varían entre los diferentes grupos de trabajo; la medida inicial más importante para su aplicación consiste en la identificación mediante palpación de las zonas dolorosas y los músculos hiperactivos responsables de la postura distónica. No existe una dosis estandarizada de toxina botulínica para el tratamiento de las distonías. El beneficio clínico suele observarse durante la primera semana y la duración del efecto oscila entre dos y cuatro meses. Con los tratamientos sucesivos, la dosis de toxina botulínica y los puntos de inyección se individualizan para cada paciente en función de los resultados obtenidos inicialmente. La frecuencia recomendada para sucesivas infiltraciones no debe ser inferior a tres y cuatro meses.
Para uso terapéutico de la toxina se usan presentaciones de 50 a 100 U por frasco y las dosis tóxicas se consideran que son de 2800 U, es decir, 28 veces más que las dosis terapéutica.

### Efectos adversos durante el tratamiento
La infiltración local de toxina botulínica en las distonías focales, especialmente en el blefaroespasmo, tortícolis espasmódica y calambre del escribiente, se considera un tratamiento seguro y eficaz. La debilidad muscular excesiva es el efecto adverso más frecuente que aparece en este tipo de tratamiento. En el caso del blefaroespasmo, la debilidad se manifiesta por la caída, en ocasiones completa, de los párpados superiores. En el caso de la distonía cervical, la dificultad para tragar (disfagia), debilidad muscular cervical y dolor local en el punto de la inyección son los efectos secundarios más frecuentes. La incidencia de efectos adversos relacionados con la infiltración de toxina botulínica es dosis dependiente. En general, estos efectos secundarios son leves y transitorios y no limitan la realización de sucesivas infiltraciones.

### Precauciones en el uso de la toxina botulínica
Tomando como base las recomendaciones del grupo de trabajo de Farmacovigilancia (PhVWP), la Agencia Europea de Medicamentos (EMEA), de forma coordinada con otras Agencias Reguladoras Europeas, recomienda lo siguiente:
- Los medicamentos a base de toxina botulínica deben de ser administrados por médicos con la experiencia suficiente, incluyendo el uso del equipo necesario.
- Debe informarse a los pacientes o a sus cuidadores sobre el riesgo de diseminación de la toxina y advertirles que soliciten asistencia médica de inmediato si aparecen trastornos respiratorios, del habla o de la deglución.
- Las unidades de toxina botulínica no son intercambiables entre los distintos medicamentos.
- Deben seguirse las técnicas de administración recomendadas y las instrucciones posológicas específicas de cada medicamento e indicación (incluida la recomendación de usar la dosis mínima eficaz y la de ajustarla teniendo en cuenta las necesidades individuales).

Adicionalmente, el Instituto nacional del envejecimiento de EE. UU. y la FDA hacen recomendaciones adicionales a los usuarios potenciales sobre uso de la toxina botulínica:
- No lo utilice si está embarazada o cree que podría estarlo.
- No lo utilice durante la lactancia materna.
- No lo utilice si tiene alergia a la albúmina (huevo).
- Informe al médico si tiene enfermedades nerviosas o musculares.
- Informe al médico si está tomando antibióticos, relajantes musculares, anticolinérgicos, aspirina, anticoagulantes o algún otro medicamento.

## Aplicaciones cosméticas
La historia de la toxina botulínica en el campo de la estética comienza accidentalmente en 1987 de la mano de la Dra. Jean Carruthers, tratando a una paciente afectada de blefaroespasmo. Una forma diluida de la toxina botulínica tipo A, se considera hoy en día que es uno de los tratamientos que ofrece mejores resultados para eliminar las arrugas o tratamiento de la ritidosis. Esta forma de toxina botulínica, tras su infiltración con una aguja extrafina en el músculo debajo de la piel de la zona que se desea tratar, actúa inhibiendo por relajación el movimiento muscular. Con este efecto se pretende que desaparezcan las arrugas y, por tanto, proporcionar un aspecto más juvenil en la piel. Tiene una duración temporal, entre tres a seis meses, lapso después del cual debe renovarse la dosis. Rara vez se han dado casos de efectos secundarios como reacciones alérgicas, rigidez facial o náuseas.
Es un tratamiento poco doloroso que tiene las ventajas de no necesitar un tiempo de recuperación ni tampoco de cuidados y a diferencia de otros tratamientos de rejuvenecimiento de la piel, no hay problemas en exponer la piel al sol.
La marca comercial más conocida de esta forma de toxina botulínica cosmética es Botox, medicamento producido y registrado por la empresa Allergan, Inc. de Irvine, California, que obtuvo la aprobación oficial en EE. UU. en abril de 2002, para uso estético. En la actualidad se comercializan en el mundo otras presentaciones comerciales de la toxina botulínica de tipo A para uso estético con indicaciones semejantes a las del Botox. Aunque popularmente se conoce como bótox a cualquier medicamento estético de este tipo, se debe tener en cuenta que es una marca registrada y el paciente debe ser oportuna y claramente informado sobre el tipo y marca del medicamento o presentación de la toxina que le va a ser aplicado. Otras marcas conocidas de bótox son Dysport, Lantox, Nabota, Siax, Xeomeen y Meditoxin (Medytox).

### Efectos adversos e indeseables de la toxina botulínica para uso cosmético
En orden de frecuencia, los efectos adversos o indeseables son los siguientes:[cita requerida]
- Equimosis que se da en más del 10 % de los pacientes.
- Poca duración del efecto, menos de dos meses. Este efecto indeseable se presenta en menos del 10 % de los pacientes.
- Caída de cejas o párpados
- Asimetría en ambos lados de la cara
- Dolores de cabeza o cuello. Este efecto secundario es muy poco frecuente.
- Inflamación de los párpados o tejidos blandos en la zona de la aplicación de la toxina botulínica.
- Problemas para hablar, tragar o respirar.

### Fraudes con la toxina botulínica cosmético
En el 2004, la FDA inició una investigación cuando cuatro personas presentaron síntomas de botulismo después del uso de toxina botulínica con fines cosméticos, encontrando que habían sido víctimas de fraude pues les habían aplicado un producto sustituto del Botox más barato y no autorizado para uso humano. En julio de 2008 el resultado fue de 31 arrestos, 29 individuos declarados convictos y cerca de 1000 víctimas no identificadas en todo EE. UU. Los culpables fueron sentenciados en algunos casos a penas de hasta nueve años de reclusión y a confiscaciones y multas mayores de 300 mil dólares.

## Aplicaciones bélicas
Por ser una de las toxinas más potentes de origen biológico, la toxina botulínica ha sido propuesta muchas veces como arma biológica y agente en ataques de bioterrorismo.
Durante la Segunda Guerra Mundial, los servicios británicos de inteligencia tuvieron conocimiento de que en la Alemania Nazi se diseñó un sistema para atacar Inglaterra usando toxina botulínica mediante las bombas V1 para esparcir el veneno; pero al parecer el temor a un contraataque detuvo el proyecto.
Los japoneses usaron toxina botulínica en experimentación con fines bélicos con prisioneros chinos durante la ocupación de Manchuria al principio de los años 30 del siglo XX.
También durante la Segunda Guerra Mundial, Canadá y EE. UU. iniciaron programas para estudiar el uso como arma de la toxina botulínica.
En 1994, la policía japonesa encontró indicios de que la secta religiosa apocalíptica Aum Shinrikyō, que había provocado varias muertes usando gas nervioso en el metro de Tokio, planeaba producir y usar grandes cantidades de toxina botulínica con iguales propósitos.
En Irak, durante el régimen de Sadam Huseín, se llegó a producir toxina botulínica en grandes cantidades con miras a usarla con propósitos bélicos. También los soviéticos tenían proyectos con la toxina botulínica como arma, que se suspendieron al disgregarse la URSS, y se sospecha que Corea del Norte, Irán, Siria y Estados Unidos han desarrollado o podrían tener desarrollo de proyectos similares.
En el año 2013 se reveló que el gobierno del dictador chileno Augusto Pinochet tenía una reserva secreta de la toxina, suficiente como para eliminar a miles de personas y que fue destruida en 2008, sin conocimiento del gobierno ni del público.
En la actualidad, la toxina botulínica de uso militar se conoce como «agente X» o «XR», según su grado de pureza. Su uso está prohibido por las Convenciones de Ginebra y la Convención sobre Armas Químicas.